# 한국잡지협회
한국잡지협회는 잡지계의 발전과 민족문화의 전승을 위하여 잡지윤리의 향상과 아울러 회원 공동의 이익을 추구하는 친목도모를 목적으로 1963년 1월 28일 설립된 대한민국 문화체육관광부 소관의 사단법인이다. 사무실은 서울특별시 영등포구 여의도동 44-31 잡지회관 4층에 있다.

## 주요 사업
- 잡지인의 품격과 자질향상
- 잡지경영에 필요한 자료의 조사수집과 홍보활동
- 저작권 위탁관리사업 및 정간물에 관한 위탁사업